# Daphnia jollyi
Daphnia jollyi é uma espécie de crustáceo da família Daphniidae.
É endémica da Austrália.